# Fòlids

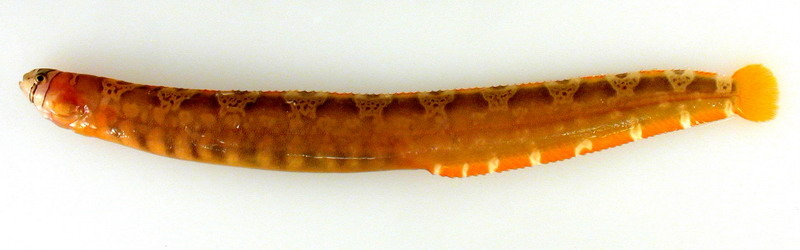
Pholis fasciata

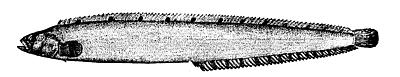
Pholis gunnellus

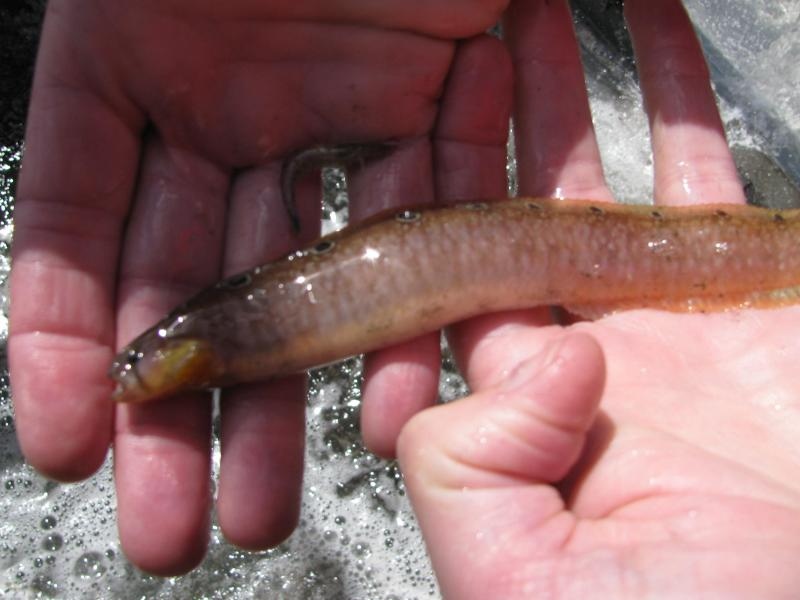
Pholis gunnellus capturat als Països Baixos.

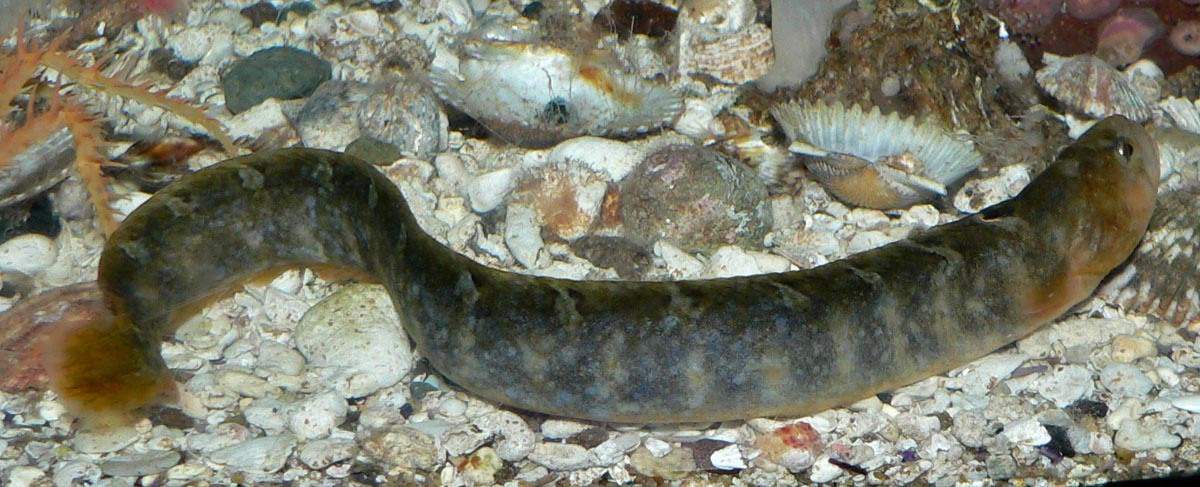
Pholis laeta

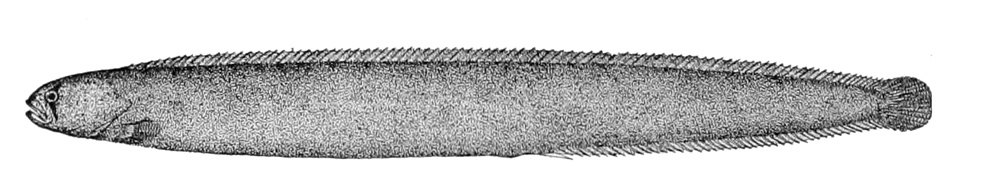
Apodichthys flavidus (il·lustració del 1906

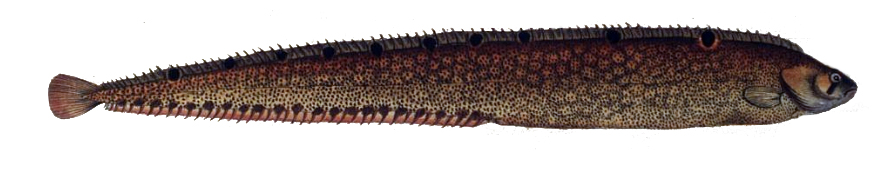
Pholis gunnellus (circa 1795-1797)

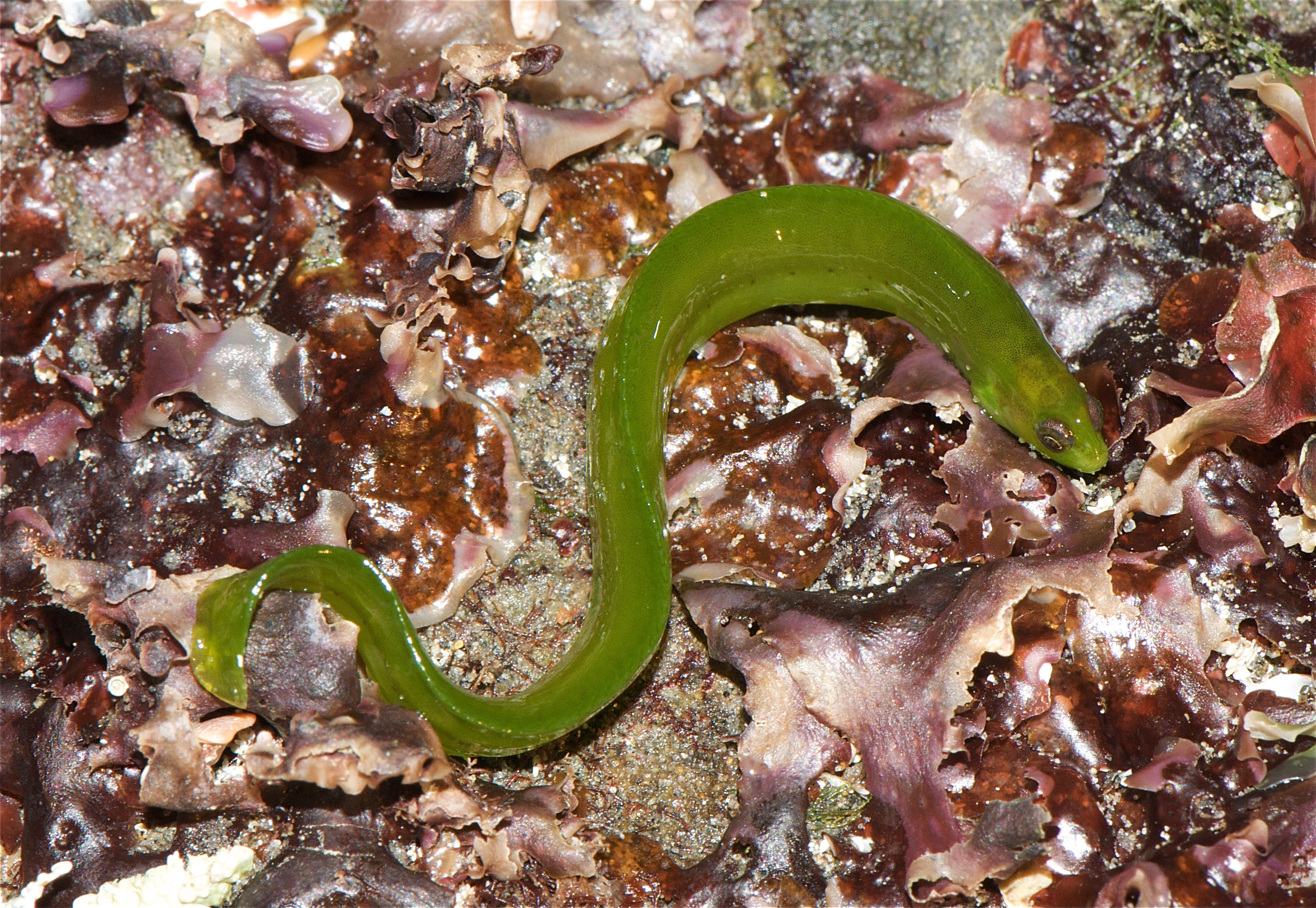
Apodichthys fucorum

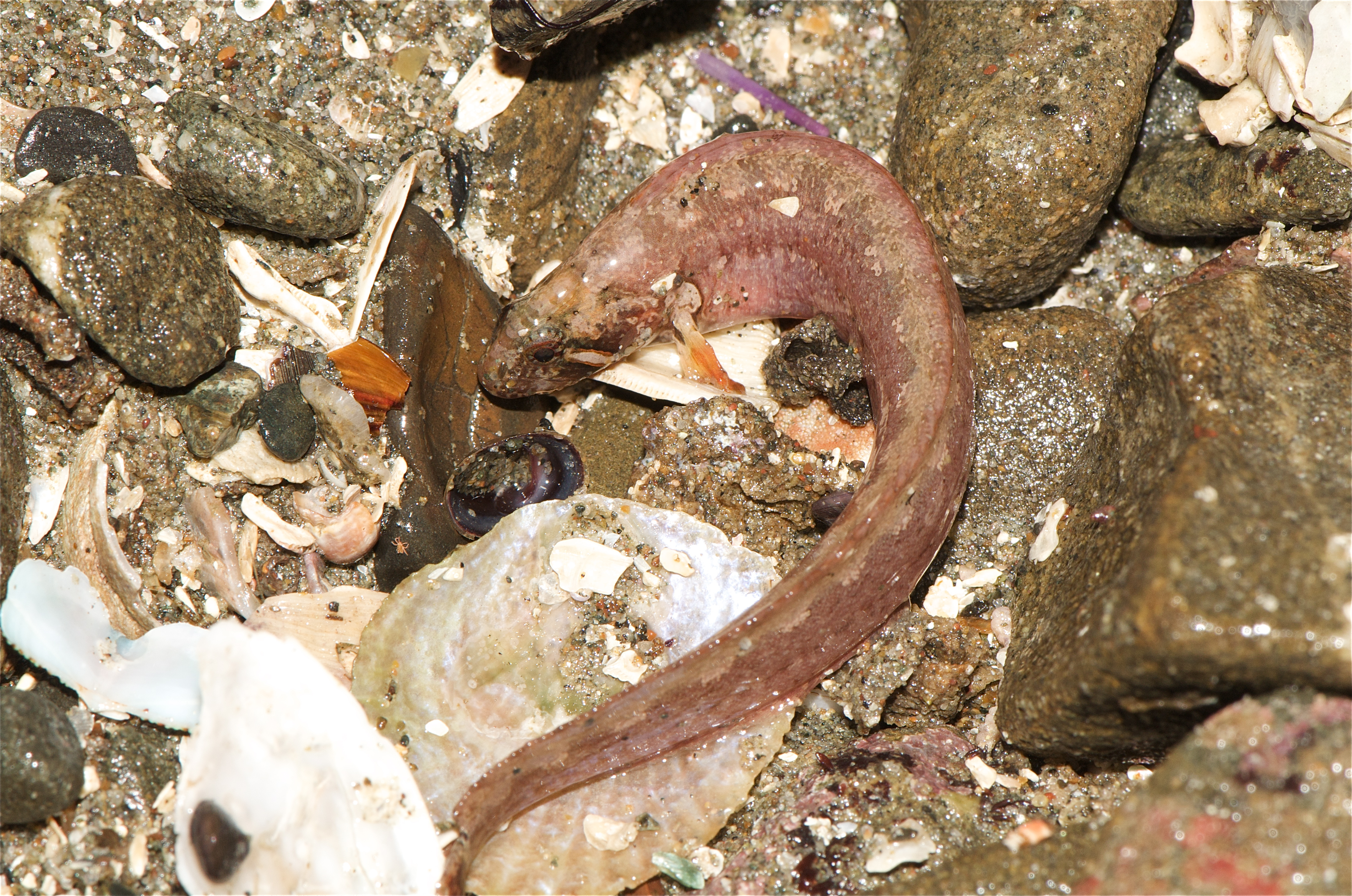
Pholis ornata

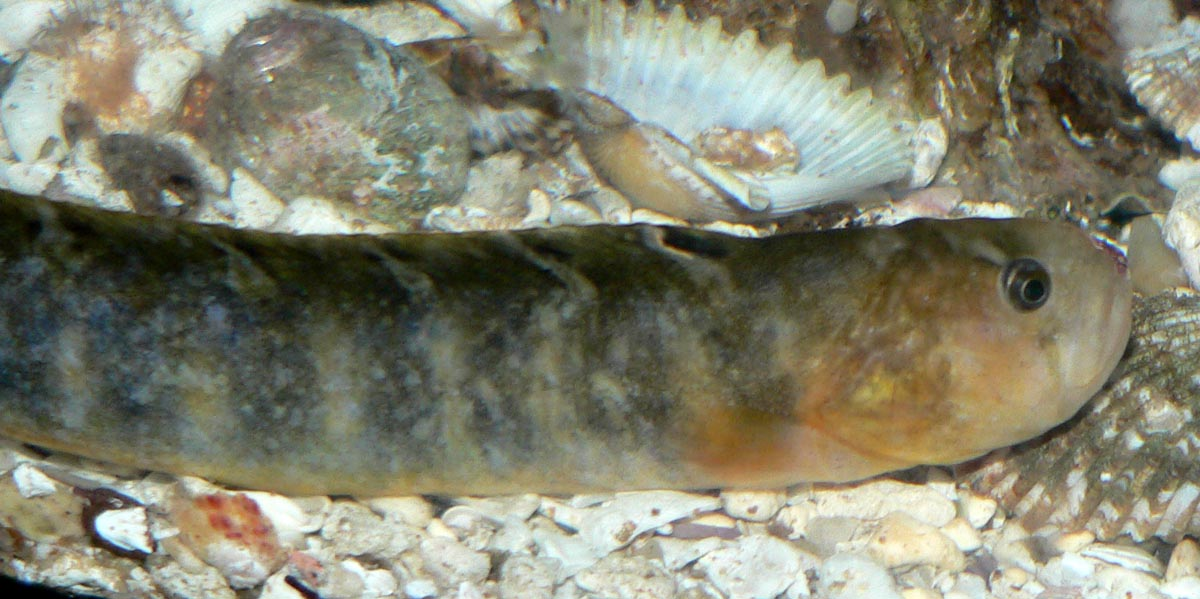
Pholis laeta

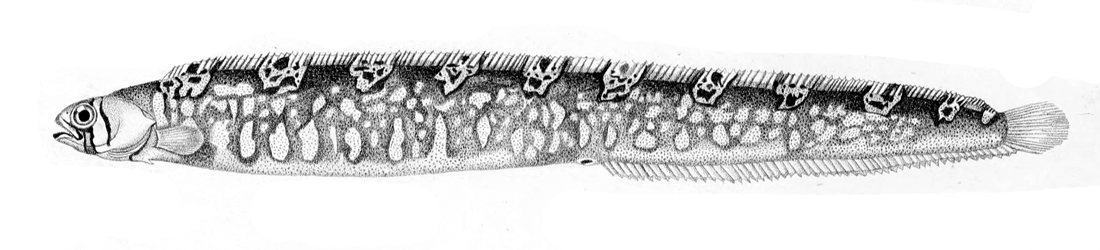
Pholis fasciata

Els fòlids (Pholidae) constitueixen una família de peixos pertanyent a l'ordre dels perciformes i bastant semblants als estiquèids.

## Etimologia
Del grec pholis, -idos = escata.

## Descripció
- Cos allargat (de 46 cm de llargària màxima en l'espècie més grossa -Apodichthys flavidus-), comprimit i recobert d'escates cicloides molt petites i amb mucositat.
- Coloració críptica, la qual va del groc i el marró al vermell o el verd, sovint amb taques i franges.
- Dents petites i còniques.
- 80-105 vèrtebres.
- 1 única aleta dorsal, la qual és, si fa no fa, dues vegades més llarga que l'anal i s'estén des del cap fins a l'aleta caudal.
- Aleta dorsal amb 73-100 espines rígides i anal amb 1-3 espines i 32-53 radis tous (ambdues aletes arriben o conflueixen amb la base de la caudal).
- Aleta caudal arrodonida i anal allargada.
- Les aletes pectorals són absents en algunes espècies o molt petites en d'altres. Pèlviques rudimentàries (1 espina i 1 radi) o absents.
- 1 parell d'orificis nasals.
- Absència de costelles.
- Línia lateral representada per una filera mediolateral de neuromasts superficials.[6][7]

## Alimentació
Mengen mol·luscs i crustacis petits.

## Hàbitat i distribució geogràfica
Són peixos marins que es troben principalment a les zones rocalloses intermareals i submareals (especialment, entre laminarials i d'altres algues) de l'Atlàntic nord, l'Àrtic i el Pacífic nord (totes les seues espècies -llevat de Pholis fasciata i Pholis gunnellus- en són endèmiques, per la qual cosa hom creu que és el centre d'origen d'aquesta família com es podria deduir del descobriment recent de fòssils del Miocè d'aquests peixos a l'illa de Sakhalín).

## Gèneres i espècies
- Gènere Apodichthys (Girard, 1854)[76]
  - Apodichthys flavidus (Girard, 1854)[76]
  - Apodichthys fucorum (Jordan & Gilbert, 1880)[77]
  - Apodichthys sanctaerosae (Gilbert & Starks, 1897)[78]
- Gènere Pholis (Scopoli, 1777)[79]
  - Pholis clemensi (Rosenblatt, 1964)[80]
  - Pholis crassispina (Temminck i Schlegel, 1845)[81]
  - Pholis fangi (Wang & Wang, 1935)[82]
  - Pholis fasciata (Bloch i Schneider, 1801)[83]
  - Pholis gunnellus (Linnaeus, 1758)[84][85]
  - Pholis laeta (Cope, 1873)[86]
  - Pholis nea (Peden & Hughes, 1984)[87]
  - Pholis nebulosa (Temminck i Schlegel, 1845)[81]
  - Pholis ornata (Girard, 1854)[76]
  - Pholis picta (Kner, 1868)[88]
  - Pholis schultzi (Schultz, 1931)[89]
- Gènere Rhodymenichthys (Jordan i Evermann, 1896)[90]
  - Rhodymenichthys dolichogaster (Pallas, 1814)[91][92][7][93][94][95][96][97][98]

## Estat de conservació
Només Pholis nebulosa i Pholis ornata apareixen a la Llista Vermella de la UICN.